# Goudbandboszanger
De goudbandboszanger (Phylloscopus pulcher) is een zangvogel uit de familie Phylloscopidae.

## Verspreiding en leefgebied
Deze soort komt voor in Bhutan, China, India, Laos, Myanmar, Nepal, Thailand en Vietnam en telt 2 ondersoorten:
- P. p. kangrae: de noordwestelijke Himalaya.
- P. p. pulcher: van de centrale en oostelijke Himalaya tot zuidelijk China noordwestelijk Vietnam.